# Юрген Пенкер
Юрген Пенкер (нім. Jürgen Penker; 17 жовтня 1982, м. Брегенц, Австрія) — австрійський хокеїст, воротар. Виступає за ХК «Леренскуг» у ГЕТ-лізі.
Вихованець хокейної школи ЕХК «Лустенау». Виступав за ЕХК «Лустенау», ФЕУ «Фельдкірх», ХК «Зальцбург», «В'єнна Кепіталс», ЕХЦ «Лінц», ХК «Відовре», «Регле» (Енгельгольм), ХК «Нітра».
У складі національної збірної Австрії учасник чемпіонатів світу 2005, 2008 (дивізіон I), 2009 і 2011. У складі молодіжної збірної Австрії учасник чемпіонатів світу 2001 (дивізіон I) і 2002 (дивізіон I). У складі юніорської збірної Австрії учасник чемпіонатів світу 1999 (група B) і 2000 (група B).